# Josef März (Geograph)
Josef März (* 9. Mai 1892 in München; † 28. August 1955 ebenda) war ein deutscher Geograph und Zeitungswissenschaftler.

## Leben
Nach dem Abitur und der Teilnahme am Ersten Weltkrieg studierte Josef März Geographie. Zu seinen Lehrern zählten unter anderem Karl Haushofer und Erich von Drygalski. Zu einem nicht eindeutig geklärten Zeitpunkt während des Ersten Weltkrieges oder in der Nachkriegszeit war März bei der Abwehr und im Reichswehrministerium tätig. Einem Nachruf von 1955 zufolge wurde dadurch sein Interesse an geopolitischen Fragen geweckt, das Haushofer weiter gefördert habe.
1923 erschien März‘ zu einem selbständigen Buch erweiterte Dissertation, die sich mit der Stützpunktspolitik der großen Mächte widmete.
In den 1930er Jahren wurde März Mitglied der Abteilung für deutsche Staats- und Wirtschaftskunde und des Südost-Ausschusses der Deutschen Akademie.
Josef März trat 1940 der NSDAP bei.
1940 wurde März an die Reichsuniversität Prag berufen, wo er bis zum Ende des Zweiten Weltkrieges als außerordentlicher Professor den eigens für ihn geschaffenen Lehrstuhl für Zeitungswissenschaften innehatte. Er profitierte dabei von der im Laufe der Arisierung der Universität erfolgten Entlassung des Althistorikers Otto Stein, dessen Planstelle im Universitätsetat auf ihn überging. Kurz vor Kriegsende floh März aus Prag nach Bayern.
Nach dem Zweiten Weltkrieg war er Landtagsstenograf in München. 1952 wurde er zum Regierungsrat im Bayerischen Landesamt für Kurzschrift ernannt. März starb 1955 an einem Herzschlag.
Vom Regentschaftsrat des Königreiches Jugoslawien wurde März im Jahr 1940 der Großoffiziersstern des Ordens vom Heiligen Sawa für Kunst und Wissenschaft verliehen.

## Schriften
- Beiträge zur politischen Geographie der Stützpunkte, Positionen und verwandten Wachstumserscheinungen. 1922.
- Landmächte und Seemächte., 1928.
- Die Adriafrage. 1933.
- Otto der Große. 1936.
- Seeherrschaft. 1937.
- Josef II, Kaiser und Siedlungspolitiker. 1938.
- Jugoslawien. Probleme aus Raum, Volk und Wirtschaft. 1938.
- Die Sprache des Taborer Schwarzen Buches. 1939.
- Einführung in die politischen Probleme des Pazifischen Ozeans. 1942.
- Gestaltwandel des Südostens. 1942.